# ミハイル・プリーシヴィン

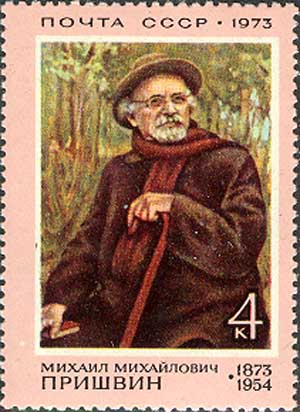
M・プリーシヴィン

ミハイル・プリーシヴィン（Михаи́л Миха́йлович При́швин、1873年2月4日 - 1954年1月16日）は、19世紀から20世紀にかけてのロシアの作家。

## 生涯
オリョール県エレーツ郡（現西部リペツク州中西部）に両親が所有していたフルシチョーヴォ村に生まれる。父は7歳の時に亡くなったあとは、母が領地の経営を立て直し子供たちに教育を受けさせたという。エレーツ高等中学に入学するが「自由思想」の傾向のため4年で除籍される。チュメーニ実科中学からリガ総合技術学校の化学科へ進学し、マルクス主義のサークルに参加したために卒業できず、1年をミタウの刑務所で服役。
1900年に出国しライプツィヒ大学の哲学部農学科に入学。ロシアに帰国すると数年間は地方の貴族領地で農業技師をしながら、農業専門誌の編集に関わる。1906年から小説や民俗学研究を発表するようになる。
第一次世界大戦中は従軍記者として「取引所通報」「談話」「ロシア公報」の各紙に記事を載せる。1917年の十月革命から首都を離れ、しばらく故郷のオリョールに滞在。1923年からモスクワに拠点を置き、極東、カフカース、ウラル、ヴォルガ上流域へと調査旅行を行う。第二次世界大戦中はヤロスラヴリ州のウソーリエ村に疎開していた。1943年に労働赤旗勲章を受章。

## 作風
農場経営者でもあり、狩猟家であったプリーシヴィンは1902年に帰国してからは北部（セーヴェル）諸県をはじめとしてロシア各地を旅行し、動植物や民間伝承についての膨大な資料を集めている。マクシム・ゴーリキーは「大地への愛と知識がこれほど調和した作家を、私は知らない」と評している。と同時に革命についても内戦についても何一つ書かなかった数少ないソ連作家であることもプリーシヴィンの特徴といえる。
一方、1930年代に政治的偏向の罪状により監獄に入ったイヴァノフ・ラズームニクを援助した少数の一人がプリーシヴィンで、ラズームニクはその著『監獄と流刑』のなかで「ひとえに彼のおかげで私は肉体面でまだ存在している」と述べて感謝している。

## 邦訳書
- 蔵原惟人・訳『アルパートフの青年時代』世界文學全集38 新興文學集 新潮社 1929年 pp.479-574
- 太田正一・訳『ロシアの自然誌 ― 森の詩人の生物気候学』（1991年、パピルス）
- 太田正一・訳『森のしずく』（1993年、パピルス）
- 太田正一・訳『巡礼ロシア―その聖なる異端のふところへ』（1994年、平凡社）
- 太田正一・訳『森と水と日の照る夜 ― セーヴェル民俗紀行』（1996年、成文社）
- 太田正一・訳『裸の春―1938年のヴォルガ紀行』（2006年、群像社）
- 太田正一・訳『プリーシヴィンの森の手帖』（2009年、成文社）
- 太田正一・訳『プリーシヴィンの日記 1914─1917』（2018年、成文社）
- 岡田和也・訳『朝鮮人参』未知谷 2019年